# Мукаррам Тургунбаєва
Мукарра́м Тургунба́єва (узб. Mukarram Turgʻunboyeva; (30 квітня (13 травня) 1913 , Фергана, Ферганська область  — 26 листопада 1978 , Ташкент )) — узбецька радянська танцюристка, артистка балету, балетмейстерка, хореографка, педагогиня, фольклористка. Народна артистка СРСР (1959). Лауреатка двох Сталінських (1946, 1951) і Державної премії СРСР (1973).

## Життєпис
Народилась 30 квітня (13 травня) 1913 року (за іншими джерелами — 31 травня) в Скобелєві (нині Фергана, Узбекистан) (за іншими джерелами — в Шахрихані)
Вихована у Фергані, в сім'ї родичів. Після закінчення навчання 1927 року навчалася в педагогічному коледжі (1927-1929).
1928 року за конкурсом прийнята в концертно-етнографічний ансамбль під керуванням М. Карі-Якубова.
Протягом 1929—1933 років працювала в Самаркандському музично-драматичному театрі (від 1931 року — в Ташкенті, реорганізовано в Узбецький музично-драматичний театр).
В цей же період навчалася в театральній студії Узбецького музично-драматичного театру. Класичним і національним танцем займалася в К. Бека, У. А. Камілова, Ю. К. Шакірджанова, Тамари Ханум, В. И. Вільтзак та ін.
Від 1929 до 1954 року — акторка, солістка (с 1931), балетмейстерка (с 1937) Узбецького музично-драматичного театру (від 1939 року — Державний узбецький театр опери та балету, нині — Великий театр імені Алішера Навої) (Самарканд, від 1931 року — в Ташкенті).
1957 року організувала й очолила (художня керівниця і головна балетмейстерка) жіночий ансамбль народного танцю «Бахор» (від 1960 — Державний ансамбль народного танцю Узбецької РСР «Бахор»). Одночасно ставила й виконувала танці у Великому театрі опери та балету ім. А. Навої.
Виконавиця узбецьких народних і сучасних танців, одна з творчинь узбецького масового сценічного танцю, системи оволодіння хореографічною майстерністю, названою «Дойра даре», знавчиня і збирачка узбецького танцювального фольклору. Авторка постановок понад 200 національних танців.
Гастролювала в багатьох містах СРСР и за кордоном: Іран (1942), КНР (1950), Індія, Албанія, Італія, Австрія (всі — 1955), Камбоджа, Таїланд, КНДР, Афганістан (всі — 1956), Лівія, Судан, Марокко, Алжир, Єгипет, Туніс (всі — 1965), Пакистан, Сінгапур, Малайзія, Угорщина (всі — 1967), НДР, ФРН (обидві — 1971), Польща, Чехословаччина (обидві — 1972), Болгарія (1973), Швеція (1975), Лаос, Ангола (обидві — 1976), Фінляндія, Мальта (обидві — 1978).
Протягом 1934—1957 років — педагогиня Узбецької республіканської балетної школи (від 1947 — Узбецьке хореографічне училище, нині — Ташкентська державна вища школа національного танцю та хореографії). Серед її учениць: Г. Ізмайлова, К. Міркарімова, Гульнора Маваєва, Рано Нізамова, Валентина Романова, Тамара Юнусова, Равшаной Шарипова, Мамура Ергашева, Насіба Мадрахімова, Угілой Мухамедова.
Членкиня КПРС від 1953 року. Депутатка Верховної Ради Узбецької РСР 3—5 скликань.
Померла 26 листопада 1978 року в Ташкенті. Похована на Чигатайському кладовищі.

### Сім'я
- Перший чоловік (від 1929 року) — Нізам Халдаров (1904—1994?), артист театру[4]
  - Син — Тельман Халдаров (1934—1985)
    - Внуки — Алішер (1961—1990), Гуля (Гульбахор) (нар. 1964), Тимур (нар. 1972)
- Другий чоловік (від 1945 року) — Б. Мірзаєв, артист театру (шлюб розпався)
  - Син (помер 1946 року)

## Нагороди та звання
- Народна артистка Узбецької РСР[ru] (1937)
- Народна артистка СРСР (18.03.1959)[5]
- Сталінська премія другого ступеня (1946) — за видатні досягнення у виконанні узбецьких танців
- Сталінська премія третього ступеня (1951) — за участь у постановці оперної вистави «Гульсара» Т. С. Садикова[ru] та Р. М. Глієра
- Державна премія СРСР (1973) - за концертні програми (1971—1972) ДААНТ УзРСР «Бахор»[ru]
- Державна премія Узбецької РСР імені Хамзи[ru] (1967)[6]
- Орден Леніна (06.12.1951)[7]
- Два ордени Трудового Червоного Прапора (31.05.1937[8] — за видатні заслуги в розвитку узбецького музичного та танцювального мистецтва, 16.01.1950)[9]
- Два ордени «Знак Пошани» (1957, 1965)
- Орден «За видатні заслуги» (Узбекистан)[ru] (2001) — посмертно[10]
- Медаль «За трудову доблесть» (1941)
- Медаль «За трудову відзнаку» (1945)
- Медаль «За доблесну працю у Великій Вітчизняній війні 1941—1945 рр.» (1945)

## Творчість

### Ролі
- 1929 — «Аршин мал алан» У. Гаджибекова — Зебо, Асія
- 1930 — «Уртоклар» К. Яшена[ru] — Анархон
- 1931 — «Утдан парчалар» А. Кадирова — Ялмагиз бану
- 1932 — «Кімга» А. Кадирова — Ялмагиз кампир
- 1933 — «Ічкарида» К. Яшена і М. Мухамедова — Асальхон, Азадахон
- 1935 — «Гульсара» К. Яшена і М. Мухамедова — Асаль
- 1937 — «Гульсара» К. Яшена і М. Мухамедова — Гульсара
- 1938 — «Половецькі танці» О. Бородіна — Половчанка
- 1939 — «Наргіз»[ru] М. Магомаєва[ru] — Дільбар
- 1942 — «Шералі» X. Гуляма і Б. Халіла — Віра
- «Халіма» Г. Зафарі — Ойніса, Холжон-холя

### Балетні партії
- 1939 — «Шахіда» Ф. С. Таля — Шахіда
- 1943 — «Ак-Біляк» С. Н. Василенко — Ак-Біляк
- 1945 — «Бахчисарайський фонтан»[ru] Б. В. Асаф'єва — Зарема
- 1946 — «Гуляндом» Є. Г. Брусиловського[ru] — Гуляндом
- 1949 — «Балерина» Г. О. Мушеля[ru] — індійська делегатка
- 1952 — «Есмеральда»[ru] Ц. Пуні[en], додаткові номери С. Н. Василенка в редакції Р. М. Глієра — Циганка

### Участь у постановках
- 1939 — «Шахіда» Ф. С. Таля (разом з О. Р. Томським і У. А. Каміловим)
- 1943 — «Ак-Біляк» С. Н. Василенко (разом із Ф. В. Лопуховым і У. А. Каміловим)
- 1946 — «Ак-Біляк» С. Н. Василенко (разом з Є. М. Барановським[ru] і У. А. Каміловим)
- 1949 — «Балерина» Г. О. Мушеля[ru] (разом із П. К. Йоркіним)

### Виконання та постановка танцювальних композицій
- Сольні: "Дільхродж", "Індуський танець", "Пахта", "Уйгурський", "Нагора", "Абдурахман біжи", "Карі наво", "Гульсара", "Хорезмський", "Аскарі", "Танкісти", "Мунаджат", "Тановар",«Дует із бубністом», «Джанон», «Гульрух», "Рохат", "Раккоса", "Нагора", "Бухарський", "Дільбар", "Пахтакор киз", "Андижанська полька", "Пілля", "Шодієна", "Мухаєр", "Памірський", "Гайратлі киз", «Индійський», у стиля «Бгарат натьям», у стилі «Маніпури»), «Монгольський», «Албанський» (чорногорський), «Корейський», «Андижанська полька», «Пустунка», «Зустріч», "Друзі", "Лялька", "Хавас-кор", "Уйнасін", "Фергана рубаїсі", "Узбецький вальс", "Дружба", "Завким келур", "Аста кієлаб", "Афганський" (сольний-масовий), «Арабський», «Інтизор», «Бахтлі-ман», «Зебі-ніссо». "Кунглім куванчі", "Шахло". «Торджинаво», «Очікування», «Смілива дівчина»
- Масові: «Дучава», «Катта уїн», «Усмонія», «Садр», «Уфарі сахта», «Карі наво», «Занг», «Уйгурський», «Пахта», «Абдурахман біжи», «Хорезмський», «Ялла», «Теримчі киз», «Пілля», «Мухаєр», «Голуб миру», «Великий канал», «За мир», «Ферганський»[ru], «Танець із шарфами», «Уфарі санам», узбецький вальс «Бахор», «Шохе пері», «Гуль уїн», «Бгарат натьям», «Баєт», «Занг», «Андижанський», «Каракалпацький», «Наманганський», «Казахський Ала-тау», «Лязги», «Дільдор», «Джанон», «Дільбар», киргизький танець «Комуечі», «Андижанська полька», «Ферганача рез», «Кани-кани», «Гуллар», «Танець із двома дойрами», «Дугоналар», «Бухарський», «Гульноз», «Хуммор», «Ухшайді-ку», «Гульрух», «Айлама», «Вальс», «Беш карсак», «Рохат», танцювальна сцена «Сім красунь», «Танець із тарілочками», «Ташкентська піала», «Чоргох», «Шабодалар», «Афганський» (сольний-масовий), таджицький — «Лола», «Ей шух, джанон», «Пенджабський», «Пакистанський», «Уйнагуль», таджицький — «Тюбетейка», маком — «Чоргох» (Голубий маком), «Дурдоналар», «Альєр», «Гульдаста», «Самаркандська весна», «Зор етінг», «Кримськотатарський танець», «Йолларим», сюїта «Узбецьке весілля»: «Молодята», «Дойра кличе», «Свято бавовни» (узбецький, казахський, киргизький, таджицький, туркменський — 3 частини), «Танець у червоних косинках», «Танець у паранджах», «Тановар», «Кирк киз» (сцена), «Нілуфар», «Зейнаб і Омон» (сцена), «Арабський», «Карі наво», «Жонім тассадук», «Бахт юлі», «Наманганські яблука», танцювальні картини «Озодлік» — «Звільнення», «Танець воїнів».

### Исполнение и постановка танцевальных композиций в спектаклях
- Музичні драми: «Уртоклар» К. Яшена[ru] (1930), «Ічкарида» (1933) «Гульсара» (1935) К. Яшена і М. Мухамедова, «Лейлі і Меджнун» (1935), «Фархад і Ширин» (1937) Хуршида, «Тахір і Зухра» Т. Джалілова[ru] и Б. Бровцина (1949), «Йоркин юл» С. Юдакова (1951), «Азіз ва Санам» А. Бабаджанова, К. Атаніязова[ru], Л. Степанова (1955), «Ранок Хорезма» К. Атаніязова, Л. Степанова (1960)
- опери: «Улугбек» А. Козловского (1942), «Гульсара» Р. Глієра і Т. С. Садикова[ru] (1949, 1963), «Кер огли» У. Гаджибекова, постановка Є. Барановського[ru] (1950), «Великий канал» М. Ашрафа і С. Василенка (1953), «Фархад і Ширін» В. Успенського[ru] і Г. Мушеля[ru] (1957), «Зейнаб і Омон» Т. Садикова, Б. Зейдман[ru], Ю. Раджабі, Д. Закірова (1958), «Витівки Майсари» С. Юдакова (1959), «Серце поета» М. Ашрафі (1962), «Світло з мороку» Р. Хамраєва (1966), «Повернення» Я. Сабзанова[ru] (1969), «Ойджамол» І. Хамраєва (1969)
- балети: «Озодачехра» С. Василенка (1951)
- комедії «Шовкове сюзане» А. Каххара[ru] (1952)
- драми: «Таємниці паранджі» Хамзы (1956)[11]

### Фільмографія
- 1940 — Асаль — подруга Асаль
- 1958 — Подарунок Батьківщини
- 1958 — Зачарований тобою — Мукаррам Тургунбаєва
- 1962 — Салом, Бахор! (документальний)
- 1972 — Санъатга бағишланган умр (документальний)
- 1977 — Мукаррам-апа і сорок красунь (Мукаррама опа ва қирқ гўзал; документальний)

## Пам'ять
- Державний ансамбль народного танцю Узбецької РСР «Бахор»[ru] носить ім'я Мукаррам Тургунбаєвої.
- Ім'я М. Тургунбаєвої присвоєно об'єднанню «Узбекракс» та одній із вулиць Ташкента.
- В Ташкенті щорічно, від 1993 року, у травні проводиться конкурс молодих танцівниць імені М. Тургунбаєвої.
- У Ташкенті у фоє концертного залу «Бахор» відкрито музей М. Тургунбаєвої.
- Про життя та творчість виконавиці знято фільми: «Салом, бахор» (1962), «Санъатга бағишланган умр» (1971), «Мукаррама опа ва қирқ гўзал» (1977).
- У рамках заходів, присвячених 100-річчю від дня народження М. Тургунбаєвої, 29.01.2013 в Меморіальному музеї Тамари Ханум[ru] відбувся круглий стіл із теми «Творча спадщина Мукаррам Тургунбаєвої та проблеми сучасного національного узбецького танцю»[12].